# Lazaret (Treblinka)

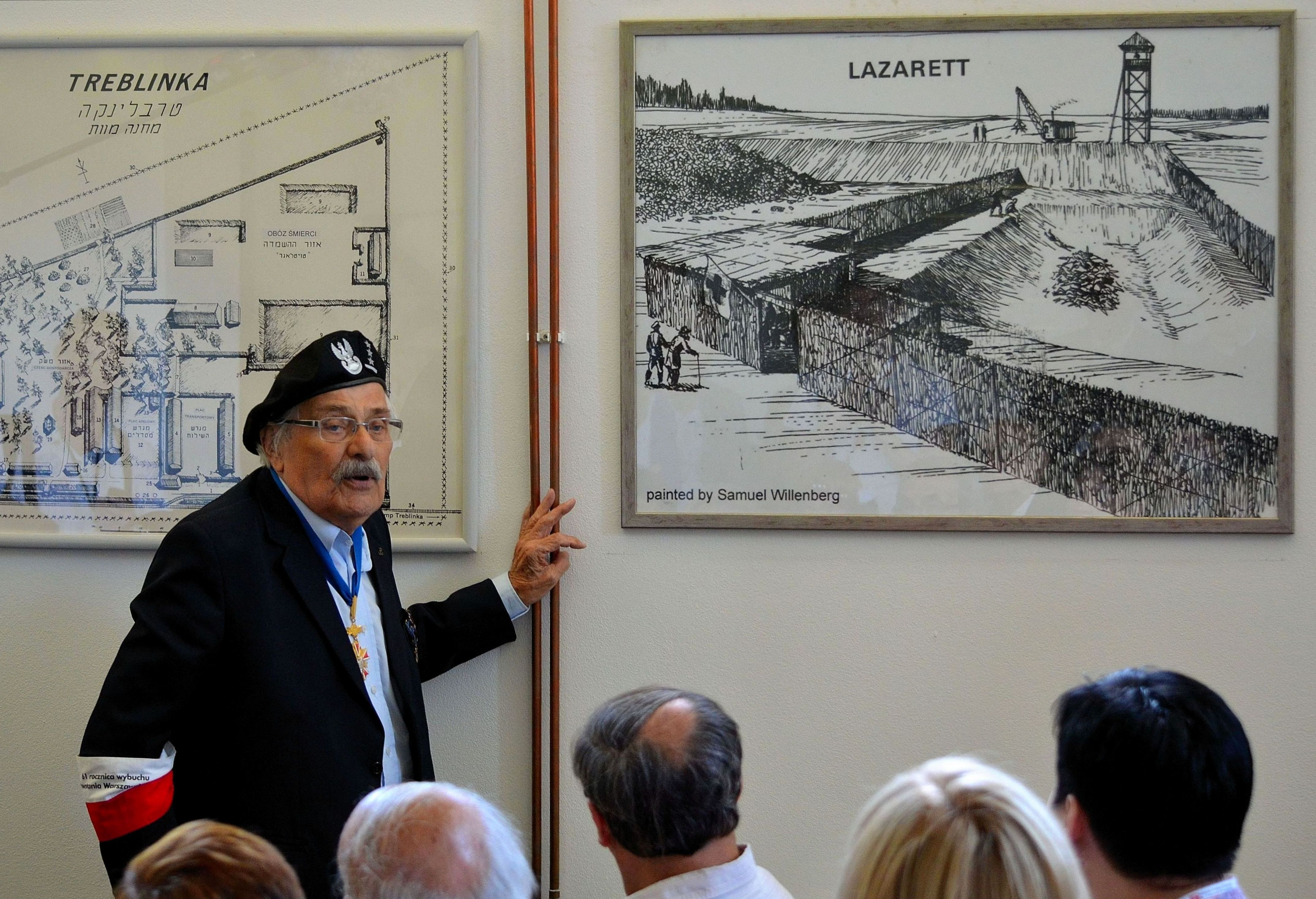
Samuel Willenberg w Muzeum Treblinka. W tle po prawej stronie wykonany przez niego rysunek „lazaretu”

„Lazaret” – miejsce straceń na terenie obozu zagłady Treblinka II, w którym rozstrzeliwano osoby zbyt słabe, by o własnych siłach dotrzeć do komór gazowych, a także więźniów niezdolnych do pracy lub skazanych na śmierć za rozmaite przewinienia. Nazywano je „lazaretem”, gdyż w celu uśpienia czujności ofiar zostało ucharakteryzowane na szpital polowy.

## Przeznaczenie
Obóz Treblinka II był jednym z trzech ośrodków zagłady utworzonych przez Niemców w ramach akcji „Reinhardt”. Funkcjonował od lipca 1942 roku do listopada 1943 roku; prowadzono w nim eksterminację ludności żydowskiej. Ofiary były zabijane w stacjonarnych komorach gazowych przy użyciu gazów spalinowych. W ocenie Jacka A. Młynarczyka minimalną liczbę ofiar Treblinki należy szacować na 780 863 osoby.
Ofiary przywożono do Treblinki pociągami, które zatrzymywały się przy bocznicy kolejowej w tzw. strefie przyjęć (Auffanglager). Warunki transportu powodowały ogromną śmiertelność wśród Żydów, zwłaszcza w miesiącach letnich 1942 roku. Z tego powodu na skraju strefy przyjęć, nieopodal południowo-zachodniego narożnika ogrodzenia, wykopano kilka masowych grobów o ogromnych rozmiarach, w których grzebane były zwłoki wyciągnięte z wagonów. W pierwszych tygodniach funkcjonowania obozu komory gazowe nie nadążały z likwidacją przybywających wciąż transportów, stąd część ofiar rozstrzeliwano jeszcze w strefie przyjęć, a ich ciała grzebano we wspomnianych mogiłach. Trafiały tam również zwłoki zmarłych i zamordowanych więźniów obozu. Po pewnym czasie trupy zaczęto palić w dołach wraz ze śmieciami oraz przedmiotami uznanymi przez Niemców za bezwartościowe.
Na przełomie sierpnia i września 1942 roku miała miejsce reorganizacja obozu, w wyniku której proces eksterminacji został znacznie usprawniony. Wkrótce wybudowano także nowe, bardziej „wydajne” komory gazowe. Na skutek tych działań zmniejszył się m.in. czas oczekiwania transportów na stacjach pośrednich, a masowe groby w strefie przyjęć stały się mniej przydatne.
Akcja eksterminacyjna w Treblince była prowadzona według schematu wypracowanego m.in. na bazie doświadczeń z działalności obozów zagłady w Bełżcu i Sobiborze. Żydów brutalnie wypędzano z wagonów, odbierano im bagaże, zmuszano do rozebrania się do naga i oddania wszystkich wartościowych przedmiotów, a następnie pędzono do tzw. obszaru zagłady (Totenlager), gdzie znajdowały się komory gazowe. W transportach często przybywały jednak osoby niezdolne o własnych siłach dotrzeć do Totenlagru – inwalidzi, osoby starsze, ludzie ranni, chorzy lub wyczerpani oraz małe dzieci bez opiekunów. Z punktu widzenia oprawców spowalniały one proces eksterminacji. Podczas reorganizacji obozu inspektor ośrodków zagłady akcji „Reinhardt”, SS-Obersturmführer Christian Wirth, polecił przekształcić środkowy wykop na skraju strefy przyjęć w miejsce straceń, w którym osoby te miały być rozstrzeliwane. Później osobiście przeprowadził tam pierwsze, „demonstracyjne” egzekucje. W celu uśpienia czujności ofiar miejsce straceń ucharakteryzowano na szpital polowy, stąd w obozowej gwarze było zwane „lazaretem”.

## Personel

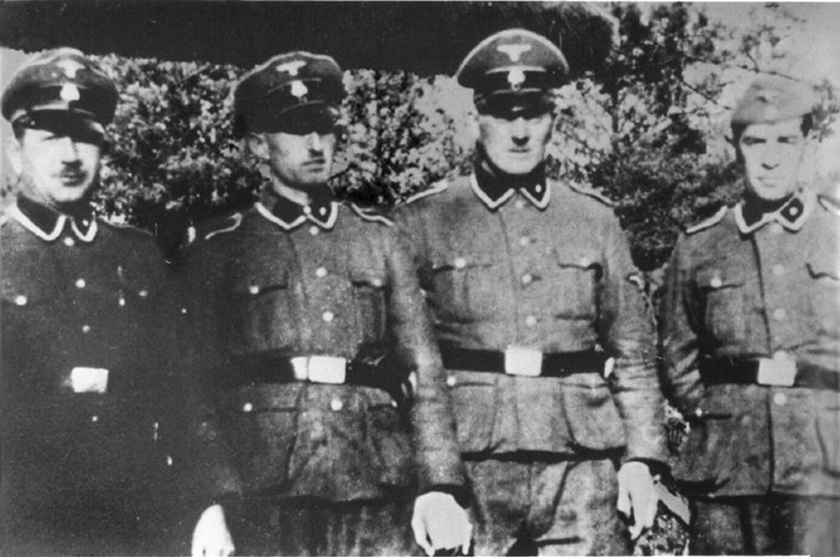
Członkowie załogi obozu zagłady w Treblince. Drugi od lewej Willi Mentz

Za funkcjonowanie „lazaretu” odpowiadał SS-Unterscharführer August Wilhelm Miete, przez więźniów nazywany „aniołem śmierci” (jid. Malechamowes). Selekcjonował więźniów pod względem zdolności do pracy, a także osobiście wykonywał egzekucje. Podczas przesłuchania, które miało miejsce w 1960 roku, liczbę swych ofiar oszacował na setki osób.
„Strzelcem” w „lazarecie”, odpowiedzialnym za śmierć setek Żydów, był także SS-Unterscharführer Willi Mentz, któremu więźniowie nadali przydomek „Frankenstein”. Wielokrotnie egzekucje wykonywał również ukraiński strażnik Fiodor Rjabeka.
W lazarecie pracowało trzech żydowskich więźniów, których kapo był Ze’ew Kurland. Wszyscy nosili na ramionach opaski ze znakiem Czerwonego Krzyża, a Kurland był dodatkowo ubrany w biały fartuch, który upodabniał go do lekarza.

## Wygląd obiektu i technika zabijania

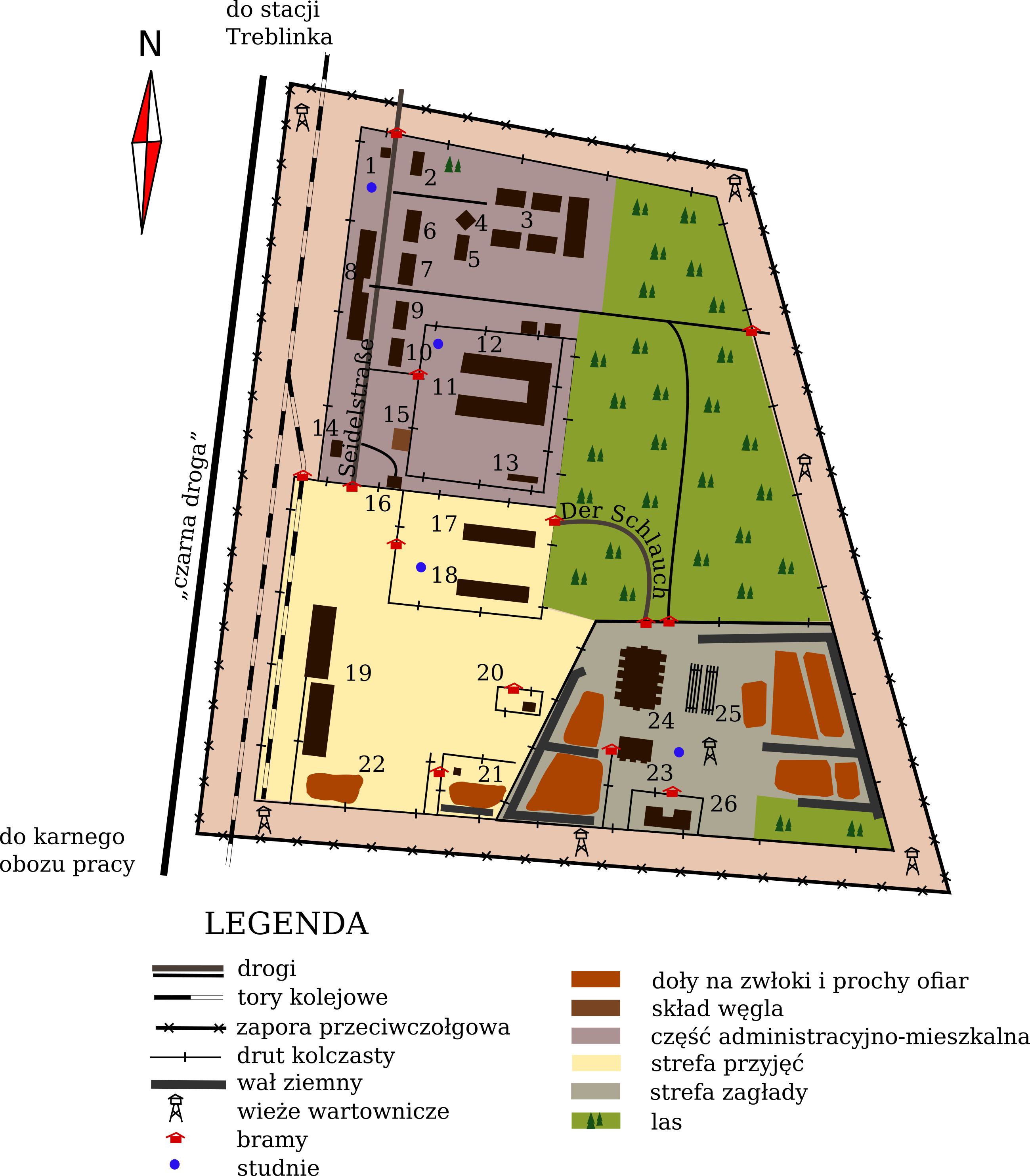
Plan obozu zagłady w Treblince. Numerem 21 oznaczono „lazaret”

„Lazaret” miał powierzchnię około 150–200 m². Był otoczony wysokim ogrodzeniem z drutu kolczastego, pomiędzy który gęsto wpleciono gałęzie drzew, uniemożliwiając tym samym obserwację wnętrza obiektu. Wejście znajdowało się od strony bocznicy kolejowej; wisiał przy nim znak z napisem „Lazaret”. Za płotem, naprzeciw wejścia, wzniesiono dodatkowe ogrodzenie z drutu kolczastego, tworząc w ten sposób swoisty korytarz, który dezorientował ofiary i zniechęcał do próby ucieczki. Za płotem stała również buda zbita z desek, nad którą powiewała flaga ze znakiem Czerwonego Krzyża. Jej wnętrze było obwieszone czerwonymi kapami, a pod ścianami stały ławki z czerwonym pluszowym obiciem. Służyła jako poczekalnia, a także jako miejsce schronienia personelu w deszczowe dni. Jednocześnie maskowała dół o wielkich rozmiarach, którego głębokość sięgała około 4–7 metrów. Na dnie wykopu stale płonął ogień, który podtrzymywano, wrzucając śmieci oraz przedmioty należące do zamordowanych Żydów, przez Niemców uznane za bezwartościowe – m.in. dokumenty, zdjęcia i przedmioty kultu.
Osoby „niechodzące” były wyławiane zaraz po wyjściu z wagonów. Do „lazaretu” odprowadzali je żydowscy więźniowie z tzw. komanda czerwonego. W „poczekalni” kapo Kurland uspokajał nowo przybyłych, prosząc, aby rozebrali się do naga przed „badaniem lekarskim”. Następnie ofiary prowadzono nad krawędź dołu, gdzie niemiecki esesman lub ukraiński wachman mordował je strzałem w tył głowy. Zwłoki były znoszone na dno wykopu przez dwóch żydowskich więźniów. Początkowo posypywano je chlorowanym wapnem, później zaczęto je palić.
Egzekucje w „lazarecie” odbywały się codziennie. Willi Mentz zeznał, że w niektórych wypadkach z transportów zabierano na rozstrzelanie tylko 2–3 osoby, a innym razem ponad dwadzieścia. W „lazarecie” mordowano także więźniów uznanych za niezdolnych do pracy lub winnych poważnych wykroczeń przeciw obozowej dyscyplinie (np. przyłapanych na próbie ucieczki lub ukrywaniu złota i kosztowności). W pierwszych miesiącach funkcjonowania obozu likwidowano tam całe komanda robocze. Z kolei w czasie epidemii tyfusu, która dotknęła obóz zimą 1942/43 roku, w „lazarecie” mordowano codziennie dziesiątki chorych.
Podczas badań archeologicznych, które od 2010 roku były prowadzone na terenie poobozowym pod kierunkiem dr Caroline Sturdy Colls, udało się zidentyfikować prawdopodobne miejsce lokalizacji „lazaretu”.

## Film
W „lazarecie” rozgrywa się kulminacyjna scena noweli filmowej Torte Bluma z 2005 roku (reż. Benjamin Ross), w której główne role zagrali Simon McBurney i Stellan Skarsgård.